# St.-Andreas-Bobola-Kirche (Rydzewo)
Die Ende des 16. Jahrhunderts errichtete St.-Andreas-Boboli-Kirche in Rydzewo – bis 1945 evangelisches Gotteshaus für das Kirchspiel des damals Rydzewen (1927 bis 1945 Rotwalde) genannten ostpreußischen Dorfes – ist die römisch-katholische Pfarrkirche im Bistum Ełk der Römisch-katholischen Kirche in Polen.

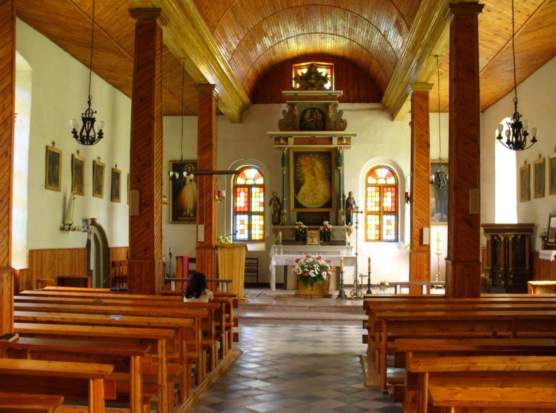
Innenansicht der Kirche (2009)

## Geographische Lage
Das kleine Masurendorf Rydzewo liegt in der östlichen Mitte der Woiwodschaft Ermland-Masuren, acht Kilometer südlich der Kreisstadt Giżycko (deutsch Lötzen). Die Kirche steht in der Ortsmitte nördlich der  ulica Mazurska genannten Hauptstraße.

## Kirchengebäude
Die verputzte Feldsteinkirche wurde ab 1579 auf Veranlassung des letzten evangelischen Bischofs von Pomesanien, Johannes Wigand, mit Westturm und Ostgiebel errichtet und 1591 fertiggestellt. Das Einweihungsjahr war an der Kirchentür verzeichnet. Im Jahre 1770 fand eine umfassende Restaurierung statt.
Über dem Mittelschiff des Innenraums der Kirche ist die Holzdecke noch heute gewölbt, über den seitlichen Emporen jedoch flach. Der Altar (um 1630) und die Kanzel (um 1600) wurden 1770 vereinigt, sind heute jedoch wieder getrennt. Geschnitztes Gestühl aus dem beginnenden 17. Jahrhundert hatte sich bis 1945 erhalten und wurde dann durch neu gefertigte Bänke ersetzt. Ein Kruzifix und ein Osterchristus aus der Zeit um 1600 sind heute nicht mehr vorhanden. An den Türen zur Vorhalle und zur Sakristei waren lateinische Inschriften in Großbuchstaben angebracht.
Im Jahre 1861 erhielt die Kirche eine Orgel. Das Geläut der Kirche bestand aus drei Glocken, die 1604, 1726 und 1818 gegossen worden waren. Die Glocke von 1604 läutet heute in der Kirche des Diakonissenmutterhauses Bethanien (Lötzen) im niedersächsischen Quakenbrück. Dorthin gelangte auch die der Kirche Rydzewen von Kaiserin Auguste Viktoria geschenkte Altarbibel mit einer Widmung von Kaiser Wilhelm II. des Zitats aus dem neutestamentlichen Lukasevangelium Kap. 12, Vers 48: Wem viel gegeben ist, bei dem wird man viel suchen; und welchem viel befohlen ist, von dem wird man viel fordern.
Eine Gedenktafel wies früher auf die Familientragödie des Rydzewener Pfarrers Johann Sartorius hin: bei der Großen Pest 1710 starben innerhalb einer Woche alle seine sieben Kinder. Die Tafel befindet sich heute im Museum für Ermland und Masuren auf der Burg Allenstein in Olsztyn (deutsch Allenstein).
Das evangelische Gotteshaus wurde nach 1945 zugunsten der Römisch-katholischen Kirche in Polen enteignet, die sie aus liturgischen Gründen umgestaltet hat. Die Kirche wurde neu geweiht und dem Hl. Andreas Bobola gewidmet.

## Kirchengemeinde

### Evangelisch

#### Kirchengeschichte
1579 wurde in Rydzewen eine evangelische Kirchengemeinde gegründet. Ihr wurde ein mehrere Orte umfassendes Kirchspiel auf beiden Seiten des Löwentinsees (polnisch Jezioro Niegocin), des Saitensees (Jezioro Boczne) und des Jagodner Sees (Jezioro Jagodne) zugeordnet. Anfangs war die Pfarrei in die Inspektion Angerburg (polnisch Węgorzewo) eingegliedert, gehörte dann aber bis 1945 zum Kirchenkreis Lötzen in der Kirchenprovinz Ostpreußen der Kirche der Altpreußischen Union.
Im Jahre 1591 wurde in Rydzewen eine eigene Pfarrstelle errichtet, die bis 1945 ununterbrochen besetzt war. 3200 Gemeindeglieder zählte das Kirchspiel Rydzewen bei der Volkszählung im Jahre 1925. Das Kirchenpatronat oblag den staatlichen Stellen.
Flucht und Vertreibung der einheimischen Bevölkerung ließen den Protestantismus nach 1945 zusammenbrechen. Das Gotteshaus der wenigen evangelische Kirchenglieder ist nun die Pfarrkirche in Giżycko. Sie gehört zur Diözese Masuren der Evangelisch-Augsburgischen Kirche in Polen.

#### Kirchspiel (bis 1945)
Zum Kirchspiel Rydzewen (1927 bis 1945: Kirchspiel Rotwalde) gehörten bis 1945 zwölf Orte, Ortschaften bzw. Wohnplätze:
| Name            | Änderungsname 1938 bis 1945 | Polnischer Name |  | Name        | Änderungsname 1938 bis 1945 | Polnischer Name    |
| --------------- | --------------------------- | --------------- |  | ----------- | --------------------------- | ------------------ |
| Altfelde        |                             | Staropole       |  | *Koszinnen  | (ab 1928:) Rodenau          | Kozin              |
| *Bogatzewen     | (ab 1927;) Reichensee       | Bogaczewo       |  | *Paprodtken | Goldensee                   | Paprotki           |
| *Groß Jagodnen  | Großkrösten                 | Jagodne Wielkie |  | *Rydzewen   | (ab 1927:) Rotwalde         | Rydzewo            |
| *Klein Jagodnen | Kleinkrösten                | Jagodne Małe    |  | *Sczyballen | (ab 1928:) Schönballen      | Szczybały Giżyckie |
| *Kleszewen      | (ab 1928:) Brassendorf      | Kleszczewo      |  | Thiemau     |                             | Gorazdowo          |
| Klonn           | Parteinen                   | Klon            |  | Wierczeyken | (ab 1928:) Gregerswalde     | Wierciejki         |

#### Pfarrer (bis 1945)
An der Pfarrkirche in Rydzewen resp. Rotwalde amtierten vor 1945 als evangelische Geistliche:
- Johann Moller, 1590–1630
- Johann Wannowius, 1621–1640
- Johann Schön, 1635–1646
- Christoph Selig, 1647–1671
- Johann Sartorius, 1672–1718
- Andreas Puffald, 1715–1755
- Samuel Iklanski, 1756–1788
- Carl Wnorowski, 1788
- Johann Schrage, 1789–1796
- Friedrich Hieronymus Maletius,
1796–1812
- Johann Jakob Stern, 1812–1828
- Karl Ferdinand Marcus, 1828–1832
- Carl August Maletius, 1832–1837
- Martin Friedrich Sczesny, 1837–1841
- Gustav Eduard Salkowski, ab 1841
- Karl Johann Spiller, 1854–1875
- August Rudolf Krosta, 1876–1883
- Hermann Franz Bercio, 1884–1913
- Franz Albert Rauch, 1913–1926
- Max Kuehnert, 1926–1935
- Hans Biella, 1938–1945

### Römisch-katholisch
In Rydzewen resp. Rotwalde lebten vor 1945 sehr wenige katholische Kirchenglieder. Bis 1937 gehörten sie zur Pfarrkirche in Rastenburg (polnisch Kętrzyn), danach zur Kirche St. Bruno Lötzen im Dekanat Masuren II (Sitz: Johannisburg (Pisz)) im Bistum Ermland.
In den Nachkriegsjahren ließen sich hier zahlreiche Umsiedler aus dem Osten Polens nieder. Das bisher evangelische Gotteshaus wurde ihre Pfarrkirche. Die Pfarrgemeinde, die in Paprotki eine Filialgemeinde unterhält, ist Teil des Dekanats Giżycko św. Krzystofa im Bistum Ełk der Römisch-katholischen Kirche in Polen.